# Linode
A Linode, LLC foi um provedor americano de hospedagem em nuvem focado no fornecimento de máquinas virtuais Linux, infraestrutura em nuvem, e serviços gerenciados.
Foi adquirida pela Akamai Technologies em fevereiro de 2022 por 900 milhões de dólares.

## História
Seus primeiros data centers foram inaugurados em 2003 em Fremont, Califórnia e Dallas, Texas. Depois, inaugurou instâncias em Atlanta em 2007, Newark em 2008, Londres em 2009, Tóquio em 2011 e 2016, Frankfurt e Cingapura em 2015, e Toronto, Mumbai, e Sydney em 2019.
Em 15 de fevereiro de 2022, a Akamai Technologies adquiriu a Linode por US$ 900 milhões.

## Incidentes de segurança
Contas de oito clientes da Linode que possuíam Bitcoin foram comprometidas em março de 2012, num ataque em que cerca de 40 mil bitcoins foram roubados.
A Linode sofreu um ataque do grupo Hack The Planet (HTP) em 2013. O grupo explorou uma vulnerabilidade no ColdFusion, da Adobe, para obter as senhas das contas. A Linode disse que o HTP não teria obtido informações financeiramente sensíveis,  e que havia redefinido as senhas de todas as contas. A Linode anunciou planos para introduzir autenticação por dois fatores no mesmo ano.
De 25 de dezembro de 2015 a 10 de janeiro de 2016, a Linode foi atingida por ataques DDoS frequentes. A Linode foi vítima de outro ataque DDoS grave em 2016.
A partir de abril de 2023 e até outubro de 2023, o tráfego que passava por servidores da Linode hospendando o maior serviço de mensagens XMPP da Rússia (jabber.ru) foi interceptado por meio de um ataque Man-in-the-middle .